# Parawixia barbacoas
Parawixia barbacoas là một loài nhện trong họ Araneidae.
Loài này thuộc chi Parawixia. Parawixia barbacoas được Herbert Walter Levi miêu tả năm 1992.